# Urban Friedrich Christoph Manecke
Urban Friedrich Christoph Manecke (auch: Urban Friedrich Christian Manecke, geboren 2. September 1746 in Lüneburg; gestorben 31. Oktober 1827 ebenda) war ein deutscher Auditor, Amtsschreiber und Zoll-Beamter, Historiker, Kunstsammler und Genealoge sowie Topograf und Historiograf. Er galt im 19. Jahrhundert als der vierte von fünf bedeutenden Sammlern in der Geschichte der Stadt Lüneburg, insbesondere als „hervorragender Sammler von geschichtlichen Notizen,“ die er in Kollektionen von Quellensammlungen, Repertorien und Handschriften zusammenfasste und die später großteils in die Königlich Hannoverschen Sammlungen gelangten.

## Leben

### Familie
Urban Friedrich Christoph Manecke entstammte der alten Familie Manecke, zu der unter anderem sein Urgroßvater, der in Hannover und Lüneburg tätige Jurist und Theologe Philipp Manecke (geboren 1638 in Boitzenburg in Mecklenburg; gestorben 1707) gehörte. Dieser war ein Sohn des Boitzenburger Bürgermeisters Laurentz Manecke.
Manecke kam als Sohn des späteren kurfürstlichen Hofrats, Lüneburger Konsuls sowie Polizeidirektors Johann Philipp Manecke (1713–1778) zur Welt.

### Werdegang
Der während der Personalunion zwischen Großbritannien und Hannover zur Zeit des Kurfürstentums Braunschweig-Lüneburg aufgewachsene Manecke studierte ab 1764 zunächst an der Universität Göttingen und 1766 an der Universität Leipzig.
1757 übernahm er die Aufgaben eines Auditors in Neuhaus (Oste), wirkte 1769 in Bodenteich und dort ab 1772 als Amtsschreiber für das Amt Bodenteich.
Nach Tätigkeiten von 1774 bis 1776 in Lüchow wurde Manecke 1776 in Hoya angestellt für statistisch-spezialhistorische Arbeiten.
1785 wirkte Manecke als Zollgegenschreiber, als „Zöllner“ in der Funktion als oberer Beamte des alten herzoglichen, später königlichen „Zolles in der Beckerstrate“ und Erheber der Sülzeinkünfte, als Salzzöllner sowie Lüneburger Salinen-Administrator. Dort wirkte er noch im Jahr 1800 als Zöllner und arbeitete als Historiker.
Kleinere Aufsätze historischer, meist kritisch ergänzender Art, veröffentlichte Manecke im Vaterländischen Archiv und im Neuen Vaterländischen Archiv, aber auch im Hannoverschen Magazin.
Zwei von Maneckes Manuskripten wurden lange nach seinem Tod durch die lüneburgische Provinziallandschaft editiert: Das Kur- und fürstliches Braunschweig-Lüneburgische Staatsrecht, bis zum Jahre 1800 wurde posthum in Celle editiert, ebenso wie  die 1858 in Celle in zwei Bänden erschienenen Topographisch-historische Beschreibungen der Städte, Aemter und adelichen Gerichte im Fürstenthum Lüneburg; Insbesondere diese „weitgehend auf  persönlicher Kenntnis beruhenden topografisch-historischen Darstellungen der verschiedenen hannoverschen Landesteile bieten schier unermessliche und verlässliche Materialmengen“ und gelten „für die Regionalforschung [für die Zeit vor 1828] unentbehrlich.“
Zur Zeit des Königreichs Hannover verkaufte Manecke im Jahr 1823 seine „reichen und wichtigen Sammlungen“, darunter seine gesamte Bibliothek oder Teile davon, an den Generalgouverneur von Hannover, Adolph Friedrich, Herzog von Cambridge. So gelangten die meisten seiner Bücher in die königliche öffentliche Bibliothek zu Hannover, die Vorgängerinstitution der Gottfried Wilhelm Leibniz Bibliothek – Niedersächsische Landesbibliothek.
Urban Friedrich Christoph Manecke wurde auf dem Lüneburger Michaelisfriedhof bestattet. Sein im Jahr 2010 noch erhaltenes Grabkreuz zeigt das abweichende Geburtsjahr 1746.

## Schriften (Auswahl)
- Kurze Beschreibung und Geschichte der Stadt Lüneburg, Gebrüder Hahn, Hannover 1816; Digitalisat des Münchener Digitalisierungszentrums (MDZ)
- Biographische Skizzen von den Kanzlern der Herzöge von Braunschweig-Lüneburg, die Rechtsgelehrte gewesen sind, Untertitel insbesondere Biographie des Kanzlers Klammer, Lüneburg: Herold u. Wahlstab, 1823; Digitalisat des MDZ
- U. F. C. Manecke: Topographisch-historische Beschreibungen der Städte, Aemter und adelichen Gerichte im Fürstenthum Lüneburg, Karlowa’sche Buchhandlung, Celle
  - Bd. 1, 1858, u. a. mit den Städten Lüchow, Dannenberg und Hitzacker; Digitalisat des MDZ
  - Bd. 2, 1859, u. a. mit den Ämtern Hitzacker, Dannenberg, Lüchow, Wustrow, Schnackenburg und dem adeligen Gericht Gartow; Digitalisat der Bayerischen Staatsbibliothek
    - Nachdruck der beiden Bände, Hannover-Döhren: v. Hirschheydt, 1977 und 1978, ISBN 978-3-7777-0878-2 und ISBN 3-7777-0878-X
- Kur- und fürstlich Braunschweig-Lüneburgsches Staatsrecht / bearbeitet bis zum Jahre 1800 von Urban Friedrich Christoph Manecke, Celle: Capaun-Karlowa, 1859; Digitalisat der Staatsbibliothek zu Berlin - Preußischer Kulturbesitz

## Porträt
Im Wendland-Lexikon findet sich ein Fotoabdruck eines Ölgemäldes mit einem um 1810 auf Leinwand gemalten Porträt von Urban Friedrich Christoph Manecke.